# УС Лече
Унионе Спортива Лече (на италиански Unione Sportiva Lecce) е италиански футболен отбор от град Лече, район Апулия в Италия. През сезон 2011 – 12 отбора завършва на 18-о място в италианската Серия А и изпада в Серия Б. Завръща се в италианския елит през сезон 2022/23.
Клубът е основан през 1908 г. и е прекарал голяма част от новата си история между втората дивизия на Италия и Серия А, където отборът печели първата си промоция през 1985 г.

## История
Лече е създадена като Спортинг Клуб Лече на 15 март 1908 г. Първият президент на клуба Франческо Маранжи. Първите цветове носени от клубът през това време са били на черни и бели ивици.
В първите години, Лече играе главно в регионалните лиги. През сезон 1923/24 клубът се разпада, преди да се върне на 16 септември 1927 г. като Унионе Спортива Лече. Клубът все още е с бели и черни ленти (подобен на Ювентус), а първият президент под новото име е Луиджи Лопес Рохо.

## Български футболисти
- Красимир Чомаков: 2001/02 - (4 мача - 0 гола)
- Валери Божинов 2002/05 - (65 мача - 16 гола), 2012 (наем) - (10 мача - 1 гол)
- Антонио Вутов 2016/17 (наем) - (9 мача - 0 гола)
- Радослав Цонев 2016/20 - (50 мача - 6 гола)

## Известни бивши футболисти
| ● Душан Баста - Антонио Конте - Франко Каузио - Кристиано Лукарели - Кристиан Ледесма - Мазиньо - Валери Божинов - Давор Вугринец | - Георге Попеску - Мирко Вучинич - Клас Ингесон - Хавиер Шевантон - Сергей Алейников - Деян Говедарица - Хуан Куадрадо |

## Бивши треньори
- Збигнев Бониек
- Алберто Кавазин
- Карло Мацоне
- Чезаре Прандели
- Зденек Земан